# Natalia Padilla Bidas
Natalia Alessandra Padilla-Bidas (* 6. November 2002 in Marbella) ist eine polnische Fußballspielerin, die seit Juli 2023 Vertragsspielerin des FC Bayern München ist und auf Leihbasis für den FC Sevilla in der Saison 2024/25 spielte.

## Karriere

### Vereine
Aus der Jugendmannschaft des FC Málaga hervorgegangen, rückte Padilla-Bidas im Jahr 2018 in die Erste Mannschaft des Vereins auf. Für diese bestritt sie in ihrer letzten Saison 2020/21 neun Punktspiele in der Segunda Federación (Grupo Sur A) der zweithöchsten Spielklasse im spanischen Frauenfußball, in der ihr ein Tor gelang.
Danach spielte sie von 2021 bis 2023 für den Servette FC Chênois Féminin in der Schweiz. In der Rückrunde der Saison 2020/21 wurde sie in 14 Punktspielen eingesetzt, in denen sie drei Tore erzielte. In der Folgesaison erreichte sie mit 13 Punktspielen, in denen ihr vier Tore gelangen, ein annähernder Wert aus der Vorsaison. In der Saison 2022/23 war sie in 18 Punktspielen 17 Mal als Torschützin erfolgreich.
Während ihrer Vereinszugehörigkeit gewann sie mit ihrer Mannschaft 2021 die Meisterschaft, in den beiden Folgejahren erreichte sie mit ihr zweimal das Finale im Rahmen der Playoffs. Des Weiteren gewann sie im Jahr 2023 den Schweizer Cup. Für den Verein bestritt sie insgesamt 71 Pflichtspiele (45 Punkt-, jeweils acht Playoff- und Pokalspiele) in denen sie 33 Tore (24, 6 und 3) erzielte. Auf internationaler Vereinsebene wurde sie in jeweils fünf Qualifikations- und Endrundenspiele der Champions League eingesetzt.
Am 25. Juli 2023 gab der FC Bayern München die Verpflichtung der polnischen Nationalspielerin Natalia Alessandra Padilla-Bidas bekannt, die einen bis zum 30. Juni 2026 datierten Vertrag erhielt und zunächst an den Ligakonkurrenten 1. FC Köln abgegeben wurde, um ihr Spielpraxis zu ermöglichen. Diesem Leihgeschäft folgte ein weiterer für die Saison 2024/25 beim spanischen Erstligisten FC Sevilla. Nach Ablauf dieser Leihfrist kehrte sie zum FC Bayern München zurück.

### Nationalmannschaft
Nachdem sie zuvor in den Nachwuchsnationalmannschaften des PZPN in den Altersklassen U17 und U19 ihre ersten Länderspielerfahrungen sammeln konnte, debütierte sie in der A-Nationalmannschaft am 13. April 2021 in Łódź bei der 2:4-Niederlage im Freundschaftsspiel gegen die Nationalmannschaft Schwedens – bis zu ihrer Auswechslung in der 80. Minute für Klaudia Jedlińska. Ihr erstes Länderspieltor erzielte sie in ihrem 17. Länderspiel am 6. April 2023 in Łódź beim 2:1-Sieg im Testspiel gegen die Nationalmannschaft Costa Ricas mit dem Treffer zur 1:0-Führung in der 71. Minute.
Dem Kader für die Europameisterschaft 2025 zugehörig, kam sie in allen drei Spielen der Gruppe C zum Einsatz und erzielte im letzten, am 12. Juli in Luzern beim 3:2-Sieg über die Nationalmannschaft Dänemarks mit dem Treffer zur 1:0-Führung in der 13. Minute, das erste Tor beim ersten Sieg bei der EM-Premieren-Teilnahme ihrer Mannschaft.

## Erfolge
- Schweizer Meister 2021
- Finalist Schweizer Meisterschaft 2022, 2023
- Schweizer Cup-Sieger 2023